# Траутманнсдорф-ан-дер-Лайта
Траутманнсдорф-ан-дер-Лайта (нім. Trautmannsdorf an der Leitha) — ринкове містечко з 2955 мешканцями (станом на 1 січень 2023) в окрузі Брук-ан-дер-Лайта в Нижній Австрії.

## Географія
У південній частині села, паралельно головній вулиці, громаду перетинає Лейта. Площа торгового містечка займає 35,44 квадратних кілометрів і, таким чином, є п'ятим за величиною муніципалітетом в окрузі (після Гімберга, Швехата, Прелленкірхена і Зоммерайна). З площі 77 відсотків сільськогосподарських угідь і 10 відсотків лісів[джерело?].

## Конгрегаційна структура
Муніципальна територія включає чотири села, кадастрові громади та переписні округи (кількість жителів у дужках станом на 1 січень 2023):
- Галльбрунн (710)
- Сарасдорф (670)
- Стікснойзідль (590)
- Траутманнсдорф-ан-дер-Лайта (головне місто, KG Траутманнсдорф, 985)[джерело?]

## Культура і пам'ятки

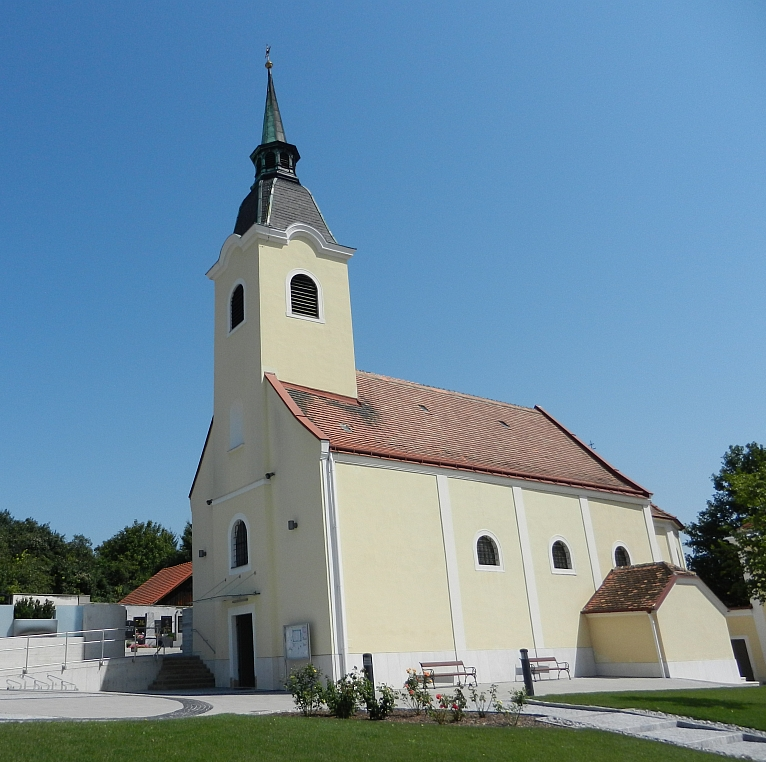
Парафіяльна церква Галльбрунн.
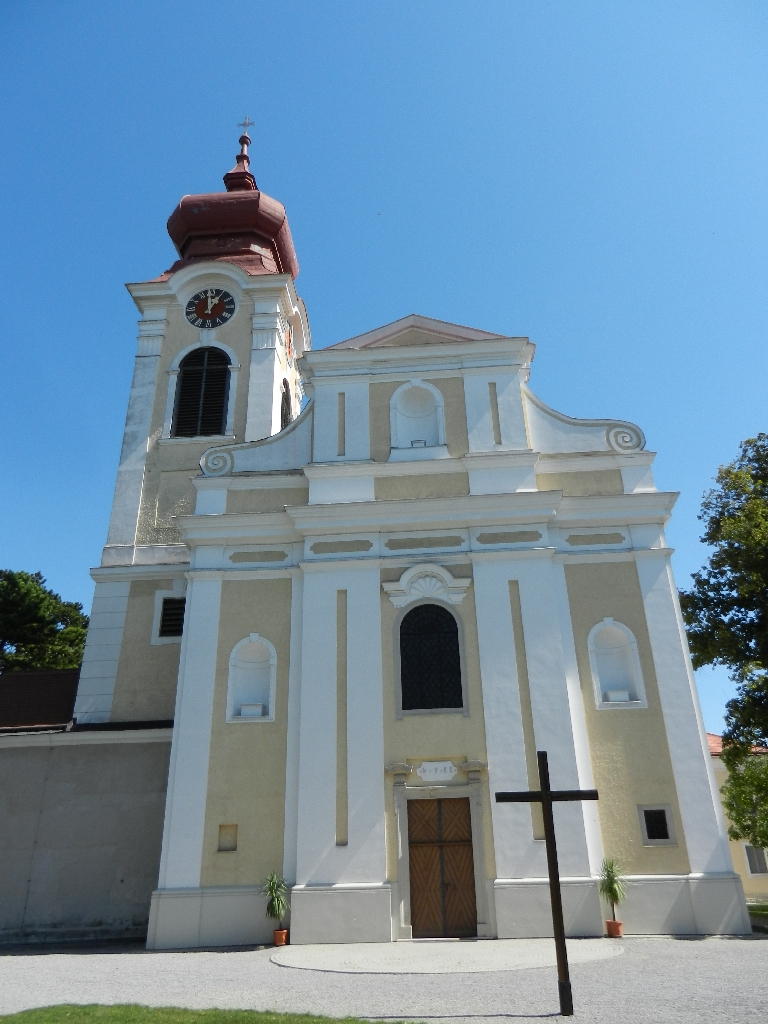
Парафіяльна церква в Траутмансдорфі на Лейті

## Економіка та інфраструктура
У 2001 році було 72 несільськогосподарських робочих місця, а за даними обстеження 1999 року – 123 підприємства сільського та лісового господарства. За переписом населення 2001 року чисельність працюючих за місцем проживання становила 1276 осіб. Рівень зайнятості в 2001 році становив 48,8 відс. Міста Штікнойзідль і Сарасдорф, зокрема, є домом для багатьох винних таверн, які відкриті по черзі протягом року.
Існуюча вітрова електростанція була розширена в 2014 році.